# Elena Prokofyeva
Elena Gennadyevna Prokofyeva (em russo:  Елена Геннадьевна Прокофьева; Moscou, 2 de agosto de 1994) é uma nadadora sincronizada russa, campeã olímpica em 2016 por equipes.

## Carreira
Prokofyeva representou seu país nos Jogos Olímpicos de 2016, ganhando a medalha de ouro por equipes.